# Lagonda LG45
La Lagonda LG45 est une voiture de sport construite par le constructeur automobile Lagonda. La LG45 est une évolution de la Lagonda M45.

## Aspects techniques
Par rapport à la Lagonda M45, la LG45 est amélioré dans plusieurs domaines, comme les amortisseurs, la transmission et les freins.

## Histoire
Elle tire son nom de la marque LG Motors et de la cylindrée de son moteur (4,5 L). Elle est dévoilée en septembre 1935.
En 1936, une Lagonda LG45 est engagée aux 24 Heures de Spa, elle termine à la quatrième place aux mains de Richard Seaman et Freddie de Clifford,.